# HMS Birmingham (C19)
HMS Birmingham (C19) là một tàu tuần dương hạng nhẹ của Hải quân Hoàng gia Anh Quốc thuộc lớp Town (1936) từng phục vụ trong Chiến tranh Thế giới thứ hai và Chiến tranh Triều Tiên trước khi bị tháo dỡ vào năm 1960.

## Thiết kế và chế tạo
Lớp tàu tuần dương Town bao gồm 10 chiếc được Hải quân Anh chế tạo trước Thế Chiến II, được thiết kế nhằm tuân thủ những hạn chế đặt ra bởi Hiệp ước Hải quân London năm 1930, có trọng lượng choán nước 11.930 tấn và tốc độ tối đa 32 knot (59 km/h). Chúng được trang bị dàn pháo chính 152 mm (6 inch); bao gồm ba lớp phụ riêng biệt, trong đó Birmingham thuộc về lớp phụ đầu tiên Southampton. Nó được đặt lườn tại Xưởng tàu Devonport, Plymouth, vào ngày 18 tháng 7 năm 1935, Được hạ thủy vào ngày 1 tháng 9 năm 1936 và được đưa ra hoạt động vào ngày 18 tháng 11 năm 1937

## Lịch sử hoạt động

### Những phục vụ ban đầu
Birmingham thoạt tiên gia nhập Hải đội Tuần dương 5 trực thuộc China Station vào tháng 1 năm 1938. Khi Chiến tranh Thế giới thứ hai nổ ra vào tháng 9 năm 1939, nó lên đường đi Malta để được tái trang bị trước khi gia nhập Hạm đội Nhà (Anh Quốc) vào tháng 3-tháng 4 năm 1940. Birmingham là một đơn vị của Hải đội Tuần dương 18 trực thuộc Hạm đội Nhà, ban đầu được sử dụng vào việc tuần tra bờ biển ngoài khơi Na Uy ngăn chặn các tàu đánh cá Đức hoạt động tại khu vực này. Đến giữa tháng 4 Birmingham cùng với HMS Manchester và HMS Cairo hộ tống một đoàn tàu vận tải chuyển quân đến Na Uy, và vào tháng 5 Birmingham cùng với Manchester triệt thoái 1.500 binh lính khỏi Åndalsnes. Nó quay trở về Anh Quốc và được tái trang bị từ tháng 9 đến tháng 12 năm 1940.
Từ tháng 1 đến tháng 4 năm 1941, Birmingham hộ tống các đoàn tàu vận tải chuyển quân đến Trung Đông vòng qua mũi Hảo vọng. Đến tháng 5 nó quay trở về vùng biển nhà, và đã tham gia vào việc săn đuổi thiết giáp hạm Bismarck và tàu tuần dương hạng nặng Prinz Eugen. Birmingham đã khởi hành từ Scapa Flow trong một chuyến tuần tra trong khu vực giữa Iceland và quần đảo Faroe, nên đã không chạm trán với các tàu chiến Đức. Sau đó Birmingham hộ tống đoàn tàu vận tải WS-9A từ Anh đến Nam Phi, đến nơi vào ngày 4 tháng 7 năm 1941. Trong khi ở lại vùng biển Nam Phi, nó đã vào ụ tàu Selborne tại Simonstown cho một đợt tái trang bị nhỏ, nơi nó được trang bị radar Mk 284 và 291 cùng nhiều vũ khí phòng không.

### Địa Trung Hải và vùng biển nhà
Sau khi hoàn tất vào tháng 2 năm 1942, Birmingham được cho chuyển sang Hạm đội Viễn Đông và quay trở lại Nam Phi vào tháng 3. Đến tháng 6 nó được điều sang hoạt động tại Địa Trung Hải trong thành phần Hải đội Tuần dương 4 dưới quyền Chuẩn đô đốc Tennant. Nó đã nằm trong thành phần lực lượng hỗ trợ cho các đôi đoàn tàu vận tải mang các mật danh Chiến dịch "Harpoon" và "Vigorous" từ Gibraltar và Alexandria để tiếp tế cho đảo Malta. Nó bị 15 máy bay Junkers Ju 87 Đức và Cant Z.1007 của Ý tấn công, và bị hư hại do những quả bom ném suýt trúng cho dù không có phát nào trúng trực tiếp Birmingham. Đến tháng 9 nó quay trở lại Ấn Độ Dương tham gia cuộc chiếm đóng Madagascar mang tên Chiến dịch "Stream". Sang tháng 11 Birmingham hộ tống một đoàn tàu vận tải đi đến bờ biển phía Tây Mahajanga, nơi mà Lữ đoàn Bộ binh 10 đổ bộ dưới sự yểm trợ trên không của tàu sân bay HMS Illustrious. 

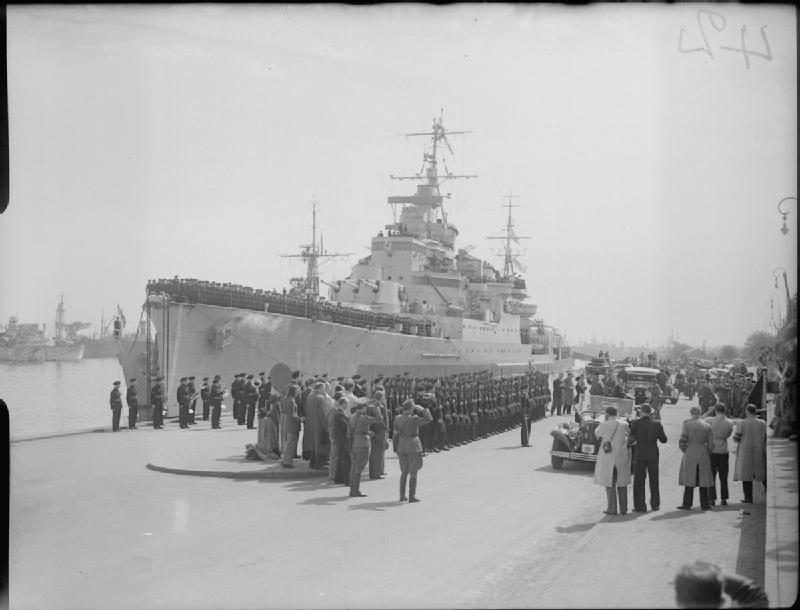
Thống chế Montgomery đang chào đáp từ xe của ông khi đi qua hàng danh dự Thủy binh Hoàng gia của HMS Birmingham. Vị thống chế vừa hạ cánh xuống Copenhagen, Đan Mạch sau khi nơi này được lực lượng Anh giải phóng. HMS Birmingham đang neo đậu trên bến tàu và thủy thủ đang xếp hàng chào dọc boong tàu

Vào tháng 4 năm 1943, một lần nữa Birmingham được tái trang bị tại Anh Quốc, một quá trình chỉ hoàn tất vào tháng 10. Nó quay trở lại Địa Trung Hải, và vào ngày 28 tháng 11 trúng phải ngư lôi của tàu ngầm Đức U-407 ngoài khơi bờ biển Cyrenaica. Mặc dù bị hư hại nặng, nó vẫn có thể quay trở về Alexandria, nơi công việc sửa chữa tạm thời được tiến hành. Đến tháng 6 năm 1944, nó lên đường đi Hoa Kỳ để được sửa chữa triệt để; và khi việc sửa chữa hoàn tất vào tháng 11 năm 1944, nó quay trở về vùng biển nhà để gia nhập Hải đội Tuần dương 10 tại Scapa Flow.
Vào tháng 5 năm 1945, khi chiến tranh sắp kết thúc tại châu Âu, một lực lượng bao gồm HMS Birmingham, HMS Dido cùng nhiều tàu khu trục được giao nhiệm vụ chiến đóng các cảng trong biển Baltic. Lực lượng này băng qua các bãi thủy lôi Đức ngoài khơi Skagerrak, đến được Copenhagen, Đan Mạch vào ngày 9 tháng 5, kiểm soát được các tàu tuần dương Đức Prinz Eugen và Nürnberg sau khi chúng đầu hàng. Birmingham được HMS Devonshire thay phiên vào ngày 13 tháng 5 và nó quay trở về Anh Quốc.

### Chiến tranh Triều Tiên và sau đó
Vào năm 1948, Birmingham được chuyển sang Bộ chỉ huy Nam Đại Tây Dương, rồi điều đến Hạm đội Đông Ấn trong thành phần Hải đội Tuần dương 4 từ năm 1949 đến năm 1950. Trong những năm 1950-1952, Birmingham trải qua một đợt hiện đại hóa, có cầu tàu mới và cột ăn-ten trước kiểu thanh giằng, cùng thiết bị điều hòa nhiệt độ để phù hợp cho hoạt động tại Viễn Đông. Để kiểm soát dàn hỏa lực phòng không 102 mm (4 inch), nó được bổ sung hai bộ điều khiển hỏa lực Mk 6 góc cao tại góc hầm chứa máy bay trước đây. Đây là đợt tái trang bị sau cùng của nó, vì nó bị xem là quá cũ để được hiện đại hóa hơn nữa. Sau đợt tái trang bị nó được chuyển sang Hạm đội Viễn Đông, trong thành phần Hải đội Tuần dương 5; và đã tham gia Chiến tranh Triều Tiên, nơi nó đã bắn 1.051 phát đạn pháo 6 inch. Vào tháng 6 năm 1952, trong khi các cuộc thương lượng ngừng bắn tại Bàn Môn Điếm tiến triển một cách chậm chạp, cùng với HMS Newcastle và hai tàu frigate, Birmingham đã hỗ trợ các tàu đổ bộ Mỹ trong việc triệt thoái hàng ngàn binh sĩ Hàn Quốc khỏi các đảo ngoài khơi bờ biển Tây Bắc. Sang tháng 6 năm 1954, Birmingham rời Viễn Đông quay trở về nhà.
Vào năm 1955, Birmingham được chuyển sang Hạm đội Địa Trung Hải, nơi nó đảm trách vai trò soái hạm của Hải đội Tuần dương 1, và từng tham gia một số cảnh quay của cuốn phim The Baby and the Battleship năm 1956. Vào tháng 6 năm 1957, dưới quyền chỉ huy chung của Tổng tư lệnh Hạm đội Địa Trung Hải, Đô đốc Sir Ralph Edwards, nó là một trong số bảy tàu chiến thực hiện một cuộc tập trận ngoài khơi các cảng của Thổ Nhĩ Kỳ bên bờ Hắc Hải, một việc dẫn đến sự phản kháng mạnh mẽ của chính phủ Liên Xô. Đến tháng 5 năm 1959, trong khi hoạt động ngoài khơi Malta, Birmingham mắc phải tai nạn va chạm với tàu khu trục HMS Delight, đưa đến cái chết của hai thủy thủ bị ngộ độc khí trong khi kiểm tra hư hỏng của Birmingham tại các khu vực bên dưới mực nước.
Birmingham được cho ngừng hoạt động tại Căn cứ Hải quân Hoàng gia Devonport vào ngày 3 tháng 12 năm 1959. Vào lúc này nó là chiếc cuối cùng trong lớp còn hoạt động. Nó bị tháo dỡ vào tháng 9 năm 1960 bởi hãng Ward tại Inverkeithing. Huy hiệu của nó vãn còn nhìn thấy trên tường của ụ tàu Selborne ở Simonstown, Nam Phi.